# Luchthaven Port-de-Paix
De Luchthaven Port-de-Paix (Frans: Aéroport de Port-de-Paix) is qua passagiersaantal de derde luchthaven van Haïti, gelegen bij de stad Port-de-Paix aan de noordkust van het land. Hij wordt vooral gebruikt voor binnenlandse vluchten naar Port-au-Prince.

## Luchtvaartmaatschappijen en bestemmingen
- Sunrise Airways - Port-au-Prince, Port-de-Paix
- Tortug' Air - Cap-Haitian, Port-au-Prince